# La Immaculada d'Isil
La Immaculada d'Isil, també dedicada a Sant Joan Baptista, és l'actual església parroquial del poble d'Isil, en el terme municipal d'Alt Àneu, a la comarca del Pallars Sobirà. Pertanyia al terme de l'antic municipi del mateix nom que el poble.
Està situada en una illa que fa la Noguera Pallaresa en dos braços, al nord-oest de la Casa de la Vila, actual seu de l'Entitat municipal descentralitzada d'Isil-Alós.

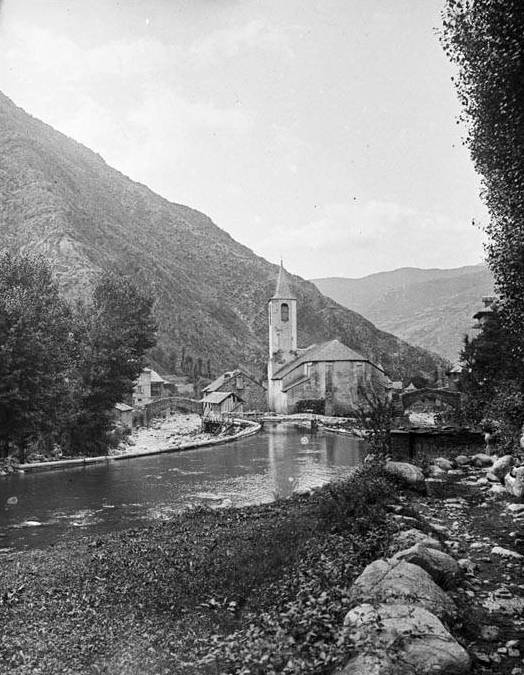
Absis de la Immaculada d'Isil en una imatge d'entre 1880 i 1926

## Arquitectura
La definició dels seus volums exteriors està dominada pel disseny de la coberta a dues vessants, a la capçalera s'evidencia l'estructura d'un absis poligonal amb grans contraforts que reforcen el parament i integren simètricament dos espais a manera de capelles.
El desnivell de la seva coberta respecte a la de l'absis permet ampliar el sistema de buits, que es complementa en les parts laterals amb altres obertures sota el ràfec de la teulada.
Tanmateix, cal tenir en compte els buits de la façana principal, en particular els que configuren l'eix de la portalada setcentista, de concepció senzilla i pedra ben tallada, que inclou al seu damunt una fornícula i un òcul circular. Als angles de la façana se situen dos contraforts que l'emmarquen.
Trenca la simetria del conjunt el campanar que, al damunt d'un basament integrat al frontis, s'aixeca com a projecció d'un octògon regular de costats desiguals, coronat amb cuculla piramidal.